# Club Social y Deportivo San Ramón
La institución Club Social y Deportivo San Ramón, fue fundada el 4 de abril de 1937. Lleva el nombre del Ingenio San Ramón, fundado por José Fara en 1925, dicho ingenio luego pasaría a propiedad de la Compañía Azucarera Argentina cuando fue vendido a la familia Simón Padros, pero conservó el nombre de San Ramón.
Como muchos de los equipos de fútbol que nacieron con la ayuda de los ingenios tucumanos, este creció en base al apoyo de dirigentes, hinchas y socios que en su mayoría pertenecían al Ingenio San Ramón, pero al contrario de la mayoría, no se les practicaban descuentos a todo el personal, en este caso el apoyo era voluntario. Su primer presidente fue Pablo Gil.

## Historia

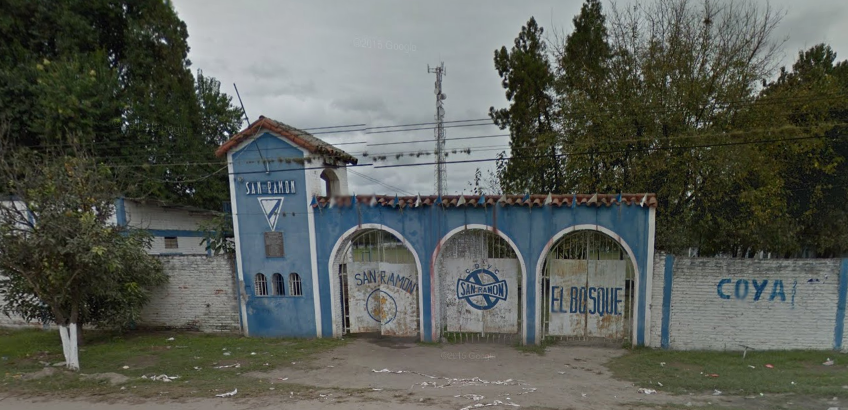
Estadio de San Ramón.

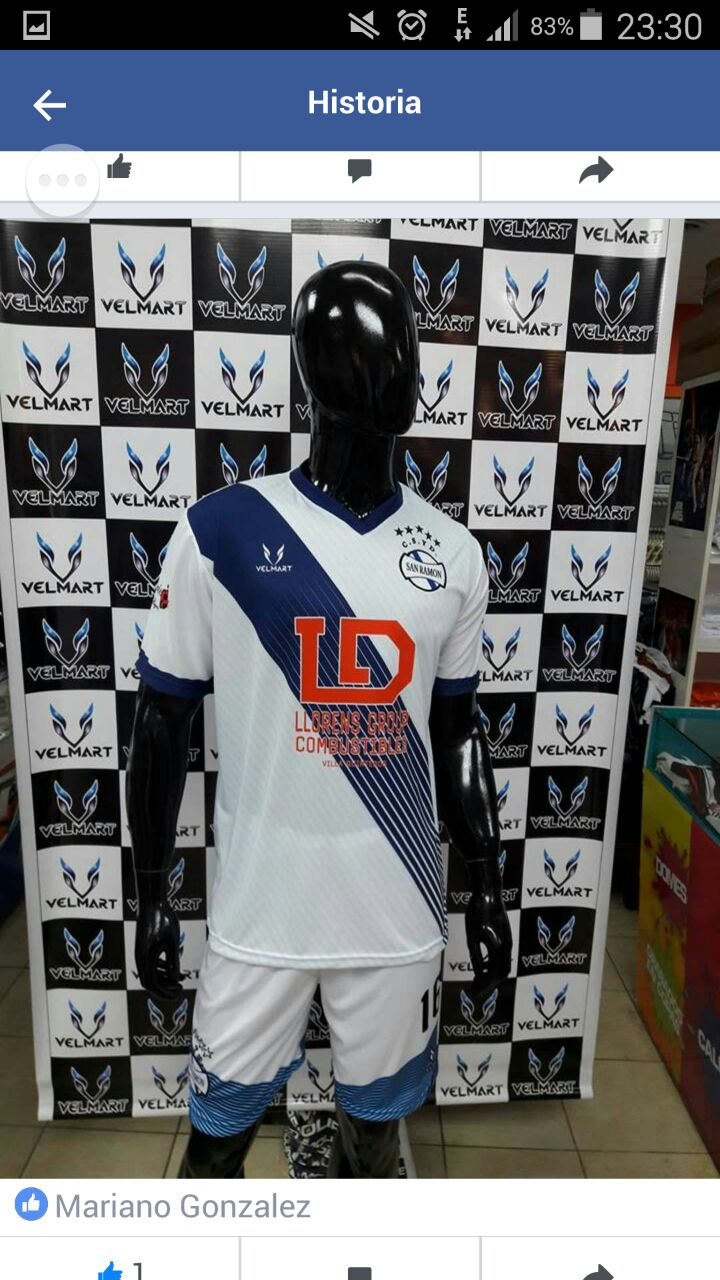
Camiseta Titular.

Su primera cancha estaba en el Barrio norte de dicha comuna, en unos terrenos pertenecientes a la familia Campos, que luego serían adquiridos por la familia Simón Padros para el ingenio. Con el tiempo se trasladó a su nuevo estadio, un terreno cedido por la familia Simón Padros en el año 1962, ubicado en la entrada principal de la comuna (Villa Quinteros). 
Sus primeros años fueron de un fútbol más bien barrial, en el lugar se juntaban amigos y se enfrentaban en partidos amistosos, de a poco, los desafíos se fueron intensificando y se disputaban encuentros con representativos de comunas cercanas, como Río Seco, Monteros, Arcadia y Concepción, entre otros. 
Luego los equipos del sur tucumano se fueron organizando y con la ayuda de dirigentes de la federación tucumana de futbol surge la liga regional del sud de futbol un 15 de febrero de 1927, al que adheriría el club deportivo y cultural san ramón. El club siguió militando en dicha liga, en la que habría una escisión provocada por clubes del departamento Río Chico, dicha escisión daría lugar al surgimiento de la zona sud de la asociación cultural. 
Y luego, al unirse la zona sud de la asociación cultural, donde militaban: azucarera argentina, del Ingenio la Corona (concepción); Marapa (de Alberdi); juan Manuel Terán football club, del ingenio Santa Bárbara (Río Chico); Santa Ana, del ingenio Santa Ana (Río Chico) y la Liga Regional Sud de Football, donde militaban: concepción fútbol club, Alberdi (del centro de Alberdi), Jorge Newbery (de Aguilares), santa rosa del ingenio santa rosa (de león ruges), Yucumanita, unión la providencia , del ingenio la providencia (Río Seco), sportivo trinidad, del ingenio trinidad (chicligasta) y el club deportivo y cultural san ramón (de Villa Quinteros), surgió la liga tucumana del sud de fútbol el 16 de abril de 1942. 
Luego de un crecimiento sostenido por la labor de los empleados del ingenio, llegaría la quiebra del ingenio, que se produjo antes del famoso decreto de Onganía. Fue así como el club, siguiendo la ruta fijada por el pueblo de villa quinteros, se encamino hacia la ruina, que tocaría fondo en 1969 con el primer tucumanzo, que en realidad fue una protesta para salvaguardar villa quinteros de su total destrucción ante la caída de la quinta convocatoria de acreedores del ya cerrado ingenio san ramón, donde todo el pueblo, incluidos los curas serían duramente reprimidos por el ejército y la policía.
Este hecho seria duramente repudiado por la iglesia católica en la figura de monseñor Juan Carlos Ferro junto a 35 sacerdotes recordando las duras críticas que hiciera el papa Pablo vi al capitalismo.
En el año 1977 se unificaron las ligas: federación tucumana de football, asociación cultural y liga tucumana del sud de fútbol en una sola entidad provincial, la actual liga tucumana de fútbol donde milito en la categoría b hasta el año 2002 en que obtuvo el ascenso a primera a.
De allí en más fue siempre uno de los equipos protagonistas, así:

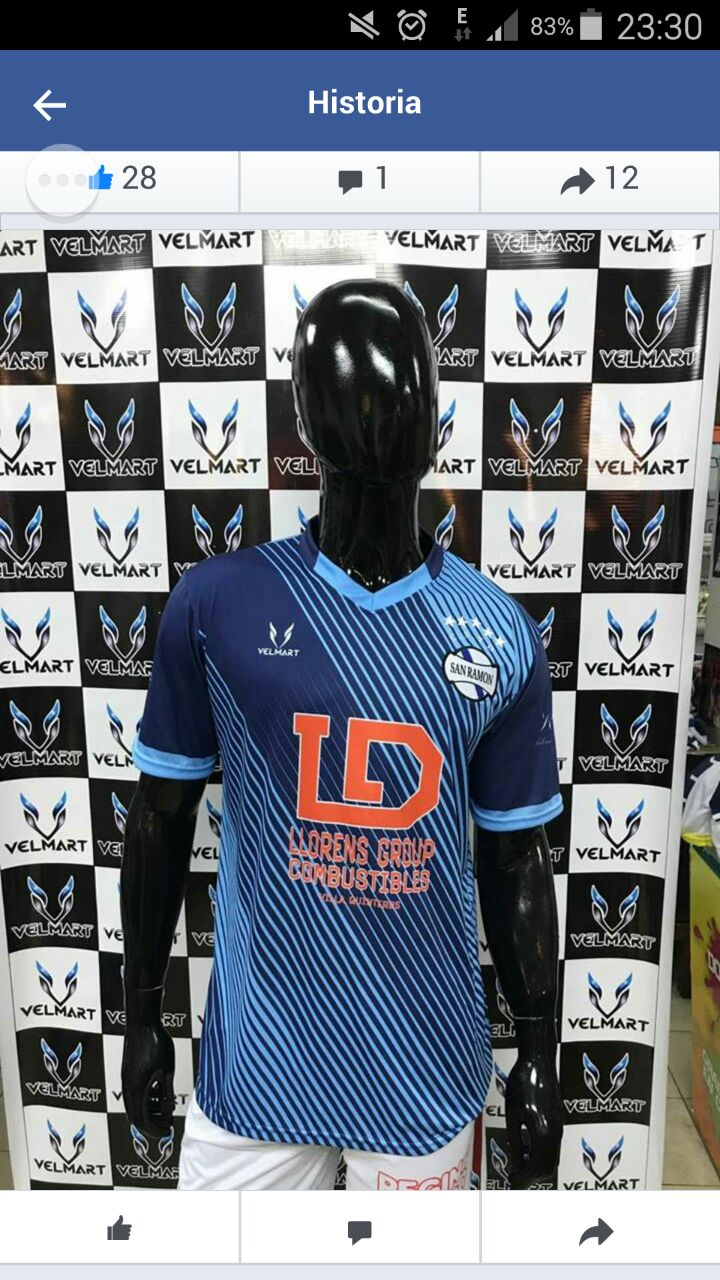
Camiseta suplente.

En 2006 apertura 4.° del grupo 4 clasifica a segunda fase donde es eliminado por uta.
En 2006 clausura 2.° del grupo 4 clasifica a segunda fase donde es eliminado por santa lucia.
En 2007 apertura 2.° del grupo 4 clasifica a segunda fase , en cuartos de final elimina a almirante Brown, en semifinales elimina a Amalia y vence en la final a deportivo Aguilares por penales. Así sale campeón del apertura.
En 2007 clausura último del grupo 4.
En 2007 disputa la final anual con san Fernando (campeón del clausura) , 1 a 0 en la ida, 2 a 2 en la vuelta , coronándose campeón de la liga por primera vez en su historia.
En 2008 apertura 2.° del grupo 5 clasifica a la segunda fase donde queda 4.° del grupo 1.
En 2008 clausura último del grupo 5.
En 2009 anual 2.° del grupo f clasifica a la segunda fase donde es eliminado por deportivo Aguilares.
En 2010 anual 2.° del grupo 4, clasificó a la segunda fase donde queda 2° del grupo 1 , en semifinales es eliminado por san Jorge.
En 2011 anual 7.° del grupo c.
En 2012 anual 1.° del grupo 3.